# Complesso monumentale di Galliano
Il complesso monumentale di Galliano comprende la basilica di San Vincenzo e il battistero di san Giovanni Battista situati in cima ad un colle presente nell'area urbana di Cantù.
Si tratta di uno dei più noti monumenti dell'arte romanica lombarda anche se appartiene al periodo altomedioevale. L'edificio, datato 1007, si pone come una delle prime testimonianze organiche del formarsi del nuovo stile romanico.

## Storia

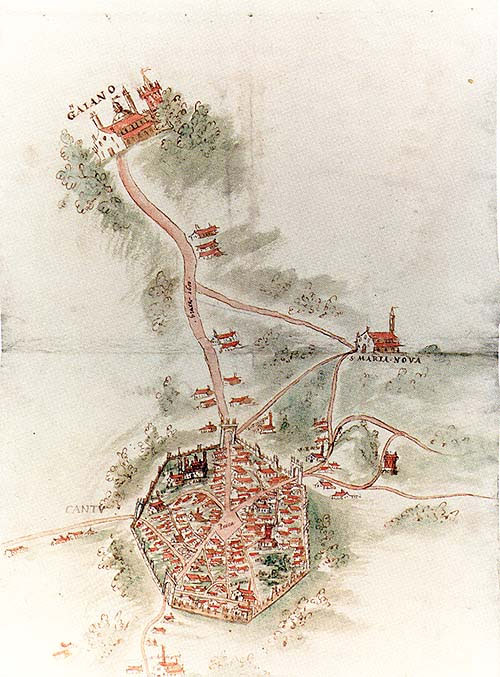
Mappa del territorio di Cantù (1582)

### Le origini
Il toponimo Galliano deriva dalla popolazione vicana dei Gallianates, come risulta dall'ara romana dedicata Matronis Braecorium Gallianatium' rinvenuta sul luogo.

Gli scavi archeologici condotti in questi luoghi hanno portato alla luce diverse testimonianze romane divenute frequenti dopo il 196 a.C., anno in cui Marco Claudio Marcello conquistò Como. A partire dalla metà del V secolo alle are ed alle iscrizioni che documentavano il culto di Giove, di Minerva, della Triade Capitolina e di alcune divinità locali, si sostituirono le prime epigrafi di cristiani. La più antica di queste iscrizioni è datata 466.
Il borgo venne investito dal grande sforzo di evangelizzazione della Lombardia, voluto da Ambrogio, vescovo di Milano dal 374 al 397. Il momento di svolta per l'evangelizzazione delle regioni prealpine avvenne nel 386, quando Ambrogio inviò nel municipium di Como Felice, consacrandolo primo vescovo della diocesi di Como. A seguito di tali iniziative, nacque una comunità anche a Galliano, che edificò, a partire dal V secolo, una prima basilica paleocristiana ad aula unica, che serviva da pieve di Cantù
Tra il V e il VI secolo esisteva, quindi, un edificio sacro dedicato a san Vincenzo di Saragozza con annesso forse un battistero. Al primitivo complesso risale una lastra in marmo con il monogramma di Cristo raffigurato in mezzo a due colombe. Da queste costruzioni proviene anche il pavimento a piastrelle geometriche di marmo bianco e nero, riutilizzato nel presbiterio sopraelevato della Basilica e nel Battistero, ancora esistente sotto il pavimento in cotto.

### La costruzione della basilica

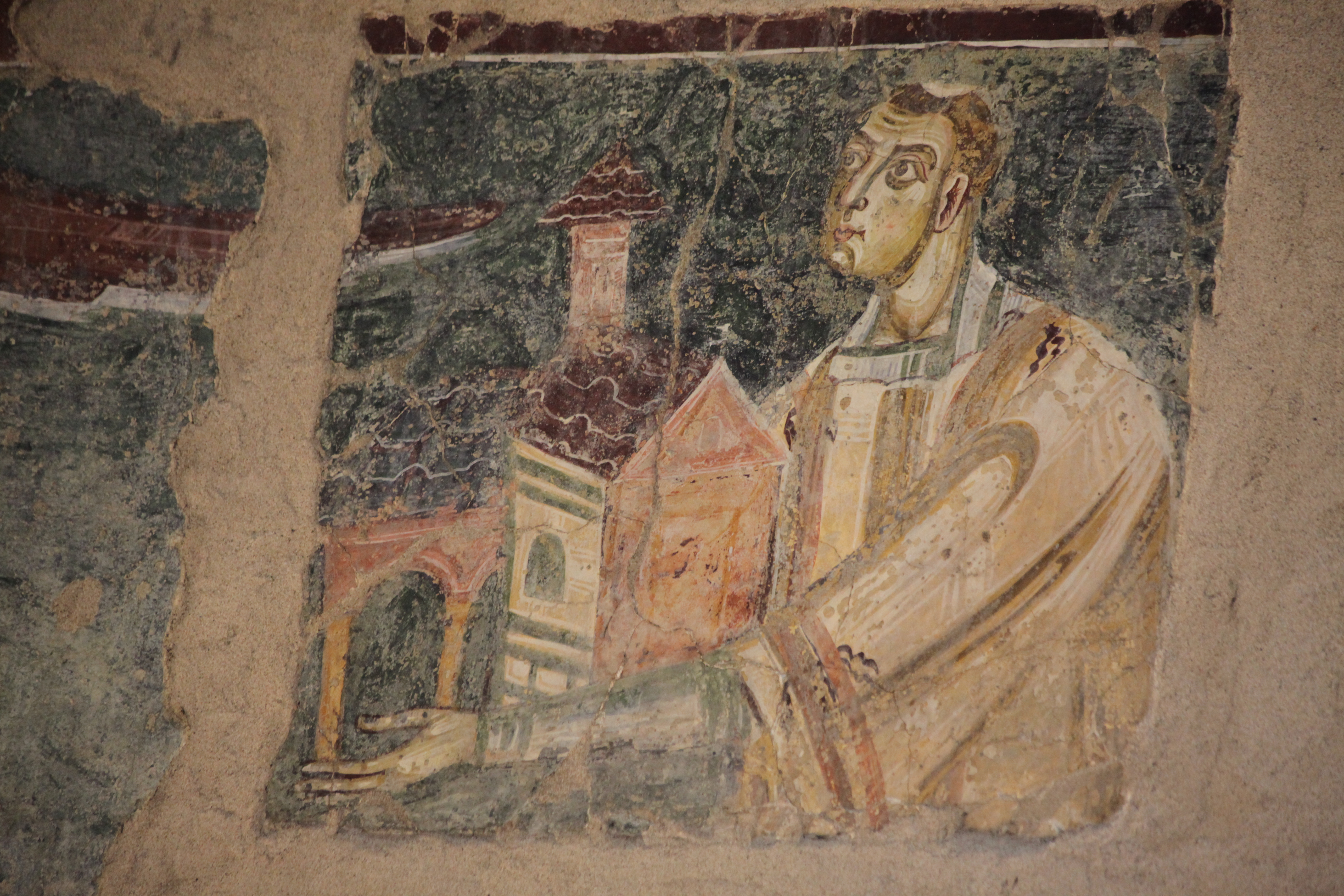
Ariberto da Intimiano (raffigurato nell'abside) offerente il modello della chiesa

Nel X secolo si iniziò a ricostruire la chiesa: a questo periodo (probabilmente verso la fine del secolo) risalgono le navate su cui Ariberto da Intimiano, poco prima del 1000, fece innestare l'abside e la cripta. Nel 1007 la Basilica fu riconsacrata da Ariberto, allora suddiacono e "custode" del sacro edificio (probabilmente ne era il proprietario per tradizione familiare). Una riprova sarebbero le epigrafi graffite sotto gli affreschi dell'abside che ricordano la morte del padre, del fratello e del nipote.
Con la costruzione dell'attiguo battistero (primi anni dell'XI secolo), la basilica assunse le funzioni di chiesa pievana. Divenuta sede del Capitolo dei Canonici, per alcuni secoli la basilica di San Vincenzo godette particolare affetto tra i Canturini che donarono terreni ed altre proprietà: il lascito più antico risale al 1284.

### L'abbandono della basilica

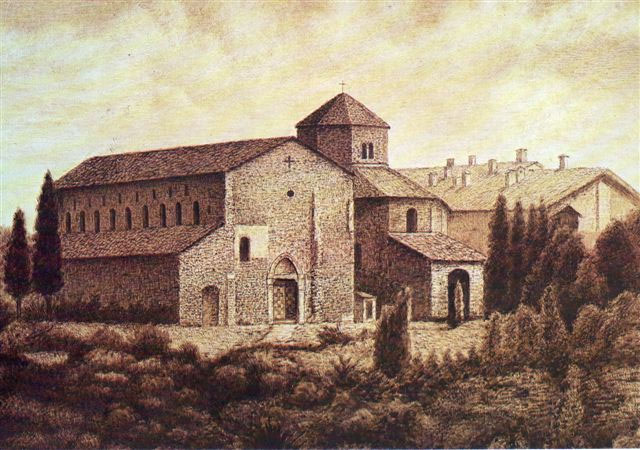
Galliano agli inizi dell'Ottocento

Nel 1584 il Capitolo ed il Prevosto si trasferirono presso la chiesa di San Paolo, dopo che san Carlo Borromeo, arcivescovo di Milano dal 1560 al 1584, trovò la basilica e le case canonicali in condizioni di semiabbandono e aveva quindi deciso lo spostamento (1582). In seguito il cardinale Federico Borromeo, durante la visita pastorale del 1616, prescrisse alcuni restauri per preservare la chiesa dalla rovina, ma le sue richieste non furono esaudite. Dalla metà del Settecento la basilica abbandonata divenne un magazzino agricolo e, a causa di un incendio, perse la navatella di destra. Dopo la vendita della proprietà al milanese signor Manara, riacquistò l'aspetto di chiesa. All'interno si possono ammirare, nell'abside e sull'altare, gli affreschi che raccontano il martirio di san Vincenzo. Nel 1801, durante la dominazione francese, il complesso architettonico fu venduto a privati dopo che la commissione artistica, formata dal pittore Andrea Appiani, dall'architetto e decoratore Giocondo Albertolli e dallo storico L. Bossi, giudicò la Basilica di "niun riguardo". Trasformata in casa colonica la chiesa subì la perdita della navatella meridionale, della torre campanaria (demolita nel terzo decennio del XIX secolo) e, parzialmente, degli affreschi distrutti o deturpati dalla calce.

### Il recupero ed i restauri
Soltanto il parroco Carlo Annoni, vicario foraneo a Cantù dal 1830, si interessò all'antica costruzione descrivendola minutamente e facendone riprodurre tutte le pitture nello studio Monumenti e fatti politici e religiosi del borgo di Canturio e sua pieve. Finalmente nel 1909 la Basilica fu riacquistata dal Comune di Cantù. Ai primi restauri degli anni 1909-1913 seguirono quelli del 1933-1934 (condotti dall'architetto Ambrogio Annoni), al termine dei quali fu possibile riaprire la chiesa al culto. Nuovi restauri agli affreschi della navata, eseguiti a più riprese negli anni 1955, 1956, 1967, 1981, hanno portato al distacco di alcuni dipinti che, trasferiti su pannelli di masonite, sono stati collocati sulle pareti originali.

### Il millenario
Il 2 luglio 2007 le poste italiane hanno emesso un francobollo ordinario appartenente alla serie tematica 'Il patrimonio artistico e culturale italiano' dedicato alla Basilica di San Vincenzo in Galliano, Cantù (CO), nel valore di € 2,80. Il francobollo autoadesivo è stampato su foglio di legno, impiallacciato di betulla nello spessore di mm 0,3. Il formato è di 48X40 mm, monocromatico, stampato per un milione e cinquecentomila esemplari. La vignetta raffigura, disegnata a tratto, la facciata della Basilica.
Il 2 luglio 2007 è stata celebrata la ricorrenza dei mille anni dalla fondazione della basilica di San Vincenzo in Galliano. Il comune di Cantù ha organizzato una serie di eventi artistico-culturali per richiamare l'attenzione della cittadinanza verso l'arte romanica e le tradizioni locali del periodo. Due mostre sono state realizzate in Villa Calvi: 'Figure della cultura artistica del Novecento a Cantù. Artisti e artigiani rappresentativi di una realtà locale' e 'Le nuove industrie femminili italiane 1906-2006. Cent'anni tra Ieri, Oggi e Domani'. Il culmine delle celebrazioni è stato raggiunto nel mese di luglio: nel giorno della ricorrenza del millenario è stata celebrata la messa di Dedicazione in Basilica ed è stato emesso in mattinata il francobollo celebrativo dedicato al complesso monumentale di Galliano, appartenente alla serie tematica "Il patrimonio artistico e culturale italiano". L'8 luglio è stato realizzato dall'orchestra Sinfonica Classica Viva un concerto all'aperto nella cornice di Piazza Garibaldi. Numerose le opere famose eseguite, tra cui l'Ave Verum Corpus di Mozart, la Carmen di Bizet e il Bolero di Ravel

## Descrizione

### Basilica di San Vincenzo

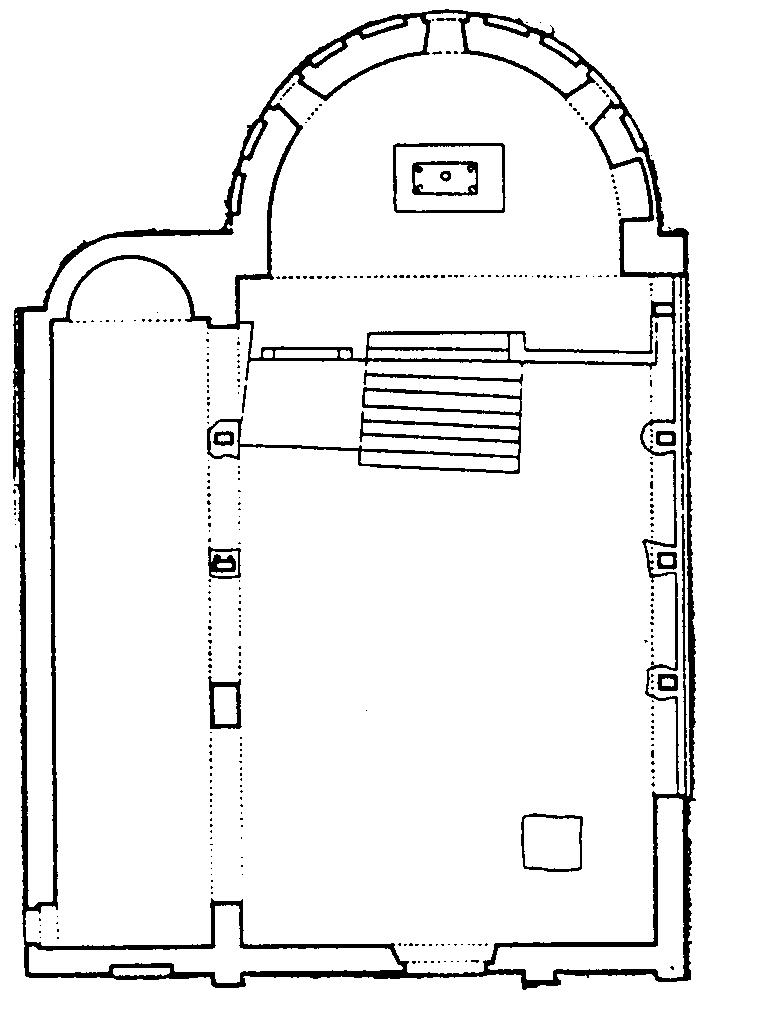
Pianta della Basilica allo stato attuale

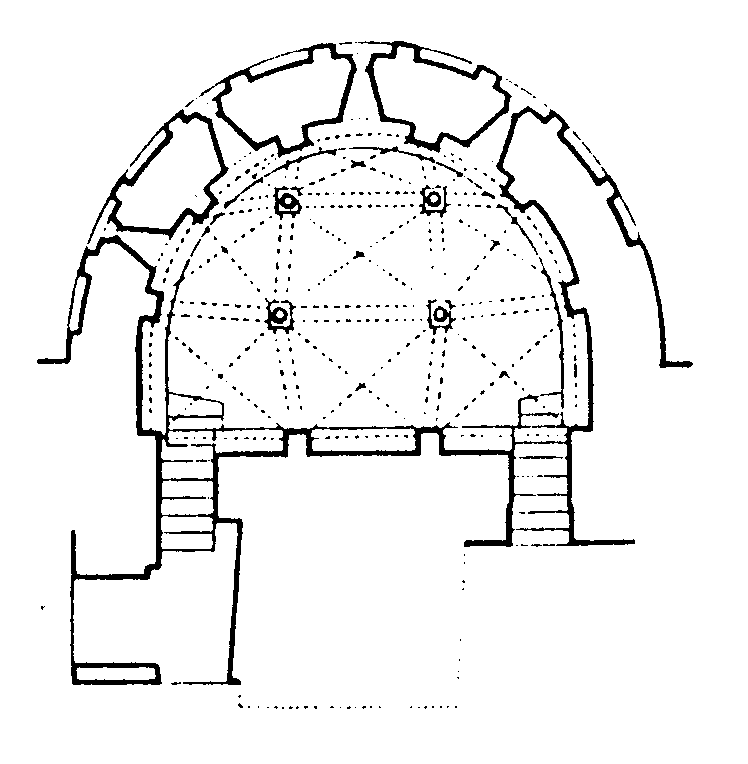
Pianta della cripta della Basilica

#### La facciata e la muratura
La facciata si presenta molto semplice, priva di elementi decorativi, con la muratura in grossi ciottoli a vista. Al centro si apre uno stretto portale architravato con una lunetta a sesto acuto, mentre nella fronte della navata settentrionale vi sono tracce di un portale più piccolo che conduceva al vicino battistero. Poche le finestre, poste senza simmetria nella zona centrale; più in alto vi è un'apertura a croce e sotto e a sinistra due monofore.
La muratura dei fianchi è in ciottoli e pietre grezze, con abbondante malta. Sul lato settentrionale della navata centrale ci sono otto finestre, quattro delle quali alternativamente otturate. Fra i vani delle finestre compare un motivo, costituito da un rombo incavato, contornato da mattoni nei suoi spioventi superiori. Le finestre hanno una forma priva di strombo, con spalle rette ed arco a tutto sesto.
Sul lato meridionale le finestre sono solo quattro e strombate verso l'interno ma la prima e la terza furono murate. Il motivo di questi riempimenti è da ricercare nell'esigenza di maggiori spazi per ospitare il complesso ciclo di affreschi che copre le pareti interne.

#### L'abside
L'abside centrale si staglia nettamente dal corpo della chiesa e presenta diverse particolarità costruttive. Esternamente è percorsa da una serie di arcatelle cieche piuttosto larghe che nel disegno e nelle proporzioni ricordano modelli arcaici. Il tema dell'arco cieco non ha ancora assunto valenza lineare e decorativa e qui il motivo è colto in senso più volumetrico, di alleggerimento verticale e di slancio impresso alla superficie: gli archi sono infatti isolati uno dall'altro e poggiano ciascuno su due lesene che scendono fino a terra. Tre sono le finestre, di tipo diverso da quelle della navata: presentano infatti un leggero strombo verso l'interno; a poca distanza da terra stanno poi le aperture, assai più strette e con doppio strombo pronunciato, che danno luce alla cripta. Caratteristica è l'abside laterale sinistra, della quale è visibile esternamente solo metà della curva: il muro prosegue perpendicolarmente alla parete longitudinale, sino all'innesto con l'abside centrale.
Poiché la basilica è ora un edificio monco di una parte considerevole come la navata (e l'abside) di destra, è difficile dare un giudizio sulla spazialità, tuttavia vi sono ancora alcuni elementi di notevole importanza. In primo luogo l'altezza della cripta e la conseguente sopraelevazione del presbiterio, che vanno oltre le proporzioni degli edifici romanici. In secondo luogo la limitata altezza delle arcate che separano le navate e la conseguente ampia superficie muraria soprastante a disposizione per essere coperta da affreschi. Un particolare risalto merita la zona del presbiterio, a cui si accede tramite un'ampia gradinata a nove scalini. Ai lati di questa ci sono gli accessi alla cripta, che constano di due vani ricoperti a crociera, sopra i quali c'erano in origine i due amboni. Oggi resta solamente un frammento dell'ambone sinistro: si tratta dell'aquila marmorea che costituiva il probabile leggio. Sono anche visibili alcuni frammenti del pavimento originario, a tasselli romboidali bianchi e neri.

#### La cripta

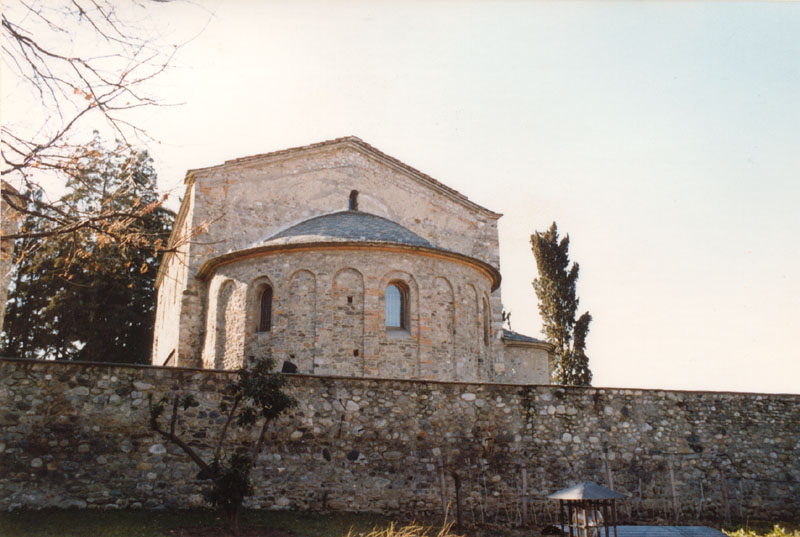
L'abside vista dall'esterno

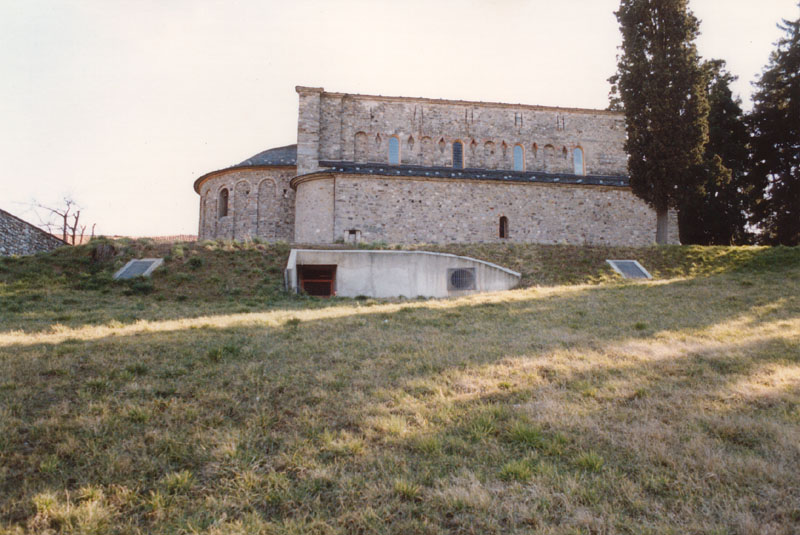
La Basilica e la navata sinistra

La cripta è del tipo ad oratorio, con campatelle irregolari coperte da crociere su archi traversi. Alle pareti sono addossati pilastri per reggere gli archi e il concetto ispiratore di ciò è generato dalle disposizioni liturgiche che imponevano ufficiature particolari alle chiese battesimali. Ciò che cattura immediatamente l'attenzione, entrando in Basilica, sono gli affreschi che si stendono sia sulle pareti della navata sia sull'intera zona absidale. Le innegabili differenze fra le scene dell'abside e quelle della navata hanno indotto gran parte della critica a prospettare una loro differente collocazione cronologica, secondo la quale gli affreschi della navata sarebbero anteriori a quelli dell'abside. Ma la scoperta che il materiale impiegato per riempire i vani e le finestre laterali è identico a quello con cui è costruita l'abside ha dimostrato che le pitture della navata sono contemporanee a quelle absidali anche se opera di artisti diversi.
I capitelli delle colonne della cripta, unitamente a ciò che resta del pulpito e al basamento dell'ambone collocato sopra a una delle scale di accesso alla cripta, costituiscono le uniche sculture dell'edificio pervenute fino ai nostri giorni.

#### Affreschi e pitture

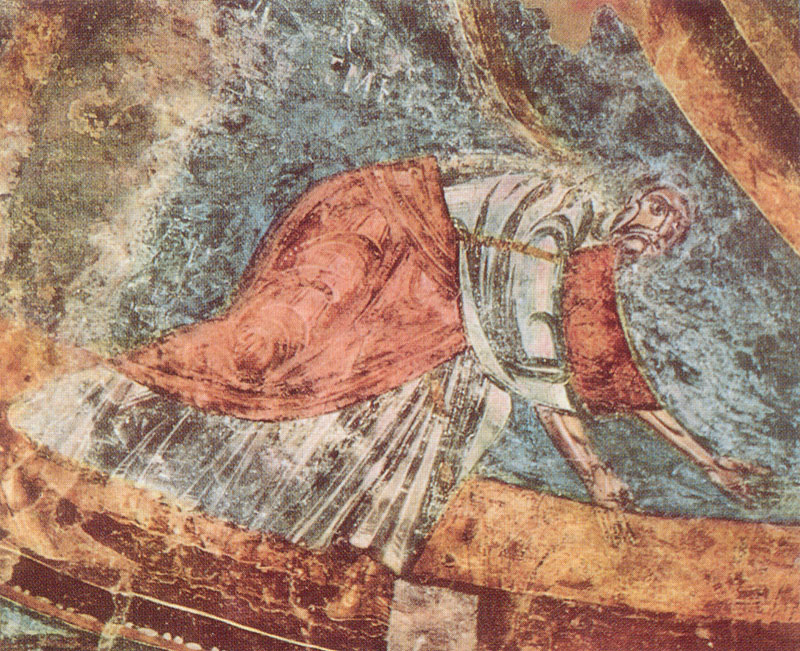
Il profeta Geremia nell'abside di San Vincenzo.

L'affresco del catino absidale è incorniciato da due fasce a riquadri con figurazioni animali e vegetali; presenta al centro una mandorla in cui campeggia la figura di Cristo in gesto oratorio, con un libro aperto alla propria sinistra. In questo affresco, databile al biennio 1007-1009, Cristo indossa i calzari. Ai lati della mandorla, in basso, vi sono due figure anziane, Geremia (chinato) ed Ezechiele, dietro le quali stanno rispettivamente gli arcangeli Michele e Gabriele. Alle loro spalle, due gruppi di persone dotate di aureola. La zona inferiore dell'abside ospita, nei riquadri delimitati dalle tre finestre, un breve ciclo di storie di San Vincenzo. Da sinistra a destra sono raffigurati il santo davanti all'imperatore Daciano di Saragozza, il suo martirio e la leggenda della sepoltura. Nel quarto riquadro, diviso a metà dalla nicchia che ospitava l'eucaristia, ci sono a sinistra la figura di san Adeodato e a destra la figura di Ariberto da Intimiano che offre a Dio il modello della chiesa e che in un'iscrizione si dichiara committente delle pitture. La parte superiore di quest'ultima scena però si trova oggi presso la Pinacoteca Ambrosiana di Milano. Sull'arco trionfale, sotto una cornice a meandro prospettico e riquadri con busti di profeti, si trovano alcune scene non leggibili tra le quali si distingue il carro di Elia e, probabilmente, Eliseo che riceve dallo stesso profeta il mantello.
Sulle pareti della navata centrale, disposte su tre registri, sono raffigurate storie di Sansone e san Cristoforo (parete destra), di Adamo ed Eva e santa Margherita (parete sinistra). Questi affreschi, realizzati in epoca più tarda rispetto a quelli dell'abside, presentano una costruzione ricca di spunti iconografici particolari; ad esempio nel registro superiore della parete sinistra le storie di Adamo ed Eva seguono un andamento da destra verso sinistra, mentre in tutti gli altri registri è seguito un andamento opposto; inoltre l'iconografia secondo cui è rappresentato San Cristoforo è del tipo orientale, in cui il santo compare senza bambino. Quest'ultimo affresco costituirebbe la più antica rappresentazione della storia di San Cristoforo in Europa. Singolare è inoltre una raffigurazione di Adamo mentre indossa una pelliccia.
Il complesso della decorazione deriva da un'unica concezione e realizzazione, le differenze stilistiche tra abside e navata risolvendosi nella contrapposizione tra i due consueti registri della presentazione aulica e della narrazione popolareggiante. Come nella maggior parte dei dipinti altomedievali i problemi di lettura derivano dalla caduta degli strati superficiali della materia pittorica, a causa di una tecnica che prevedeva la sovrapposizione di diversi strati e non necessariamente a fresco. L'opera è caratterizzata da un vivace senso plastico realizzato anche attraverso un raffinato accostamento cromatico, la trama delle lumeggiature fornisce alle superfici un'apparenza come di sbalzi metallici. Fu Pietro Toesca a ricondurre la pittura di Galliano allo stesso bizantinismo che ne caratterizza taluni aspetti iconografici, un orientamento che venne ridimensionato, a partire dagli studi di De Francovich, a favore del riconoscimento di aspetti stilistici propriamente occidentali e derivati direttamente dal linguaggio carolingio.
Tardoduecenteschi sono gli affreschi che sormontano l'accesso di destra alla cripta, i quali rappresentano, da sinistra a destra: san Michele Arcangelo, san Pietro, la Madonna col Bambino, san Paolo, san Vincenzo, sant'Ambrogio e un altro santo (Stefano o Adeodato).
Il ciclo di Galliano appare come l'espressione più ricca della cultura figurativa altomedievale dell'Italia settentrionale e certamente la più aperta alle nuove tematiche artistiche. La sua complessità stilistica e iconografica conferma l'esistenza, in ambito lombardo, di una cultura multiforme, aperta a ricevere gli apporti più diversi, ma anche a fornire propri elementi al mondo circostante e a porre sintesi culturali nuove ed originali.

### Battistero di San Giovanni

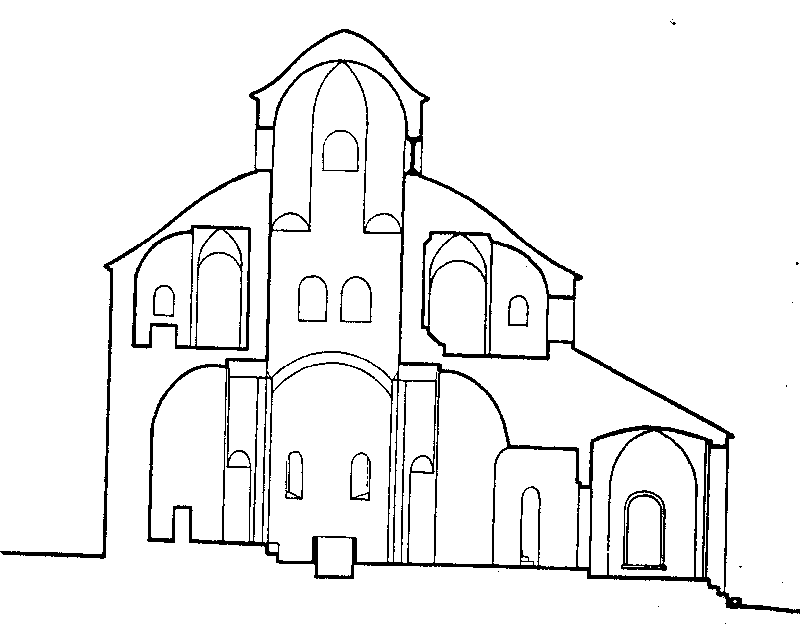
Sezione longitudinale del Battistero allo stato attuale

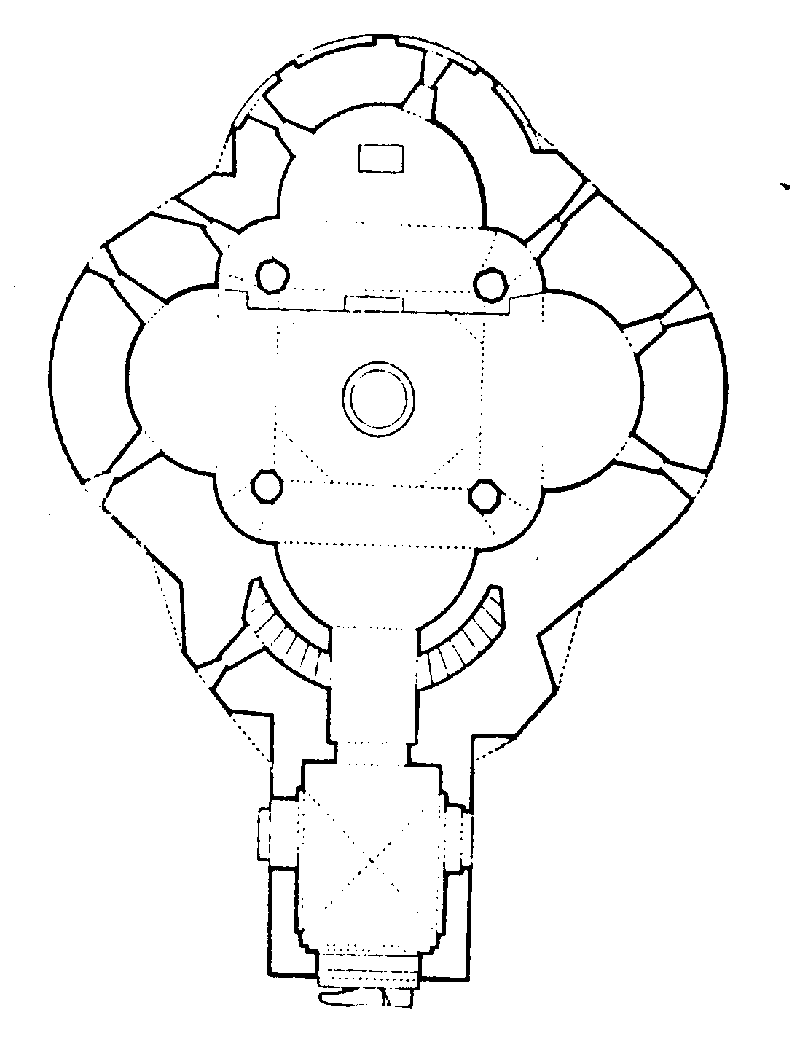
Pianta del Battistero allo stato attuale

Accanto alla basilica, dedicata a san Vincenzo, si erge il battistero di San Giovanni Battista, un altro edificio che riveste un ruolo importantissimo per la storia dell'arte lombarda. La sua erezione è contemporanea a quella dell'abside della Basilica, e la sua pianta manifesta la derivazione da quella del sacello di San Satiro in Milano, un tempietto di rara bellezza risalente al IX secolo. Il battistero di San Giovanni, databile dunque al XI secolo, presenta uno schema a pianta cruciforme; ad un vano quadrato, delimitato da quattro colonne isolate e da quattro archi perpendicolari che su di esse poggiano, sono addossate quattro ampie nicchie semicircolari. Gli archi sostengono inoltre un matroneo e un tiburio ottagonale.
Internamente, l'edificio conserva ancora la primitiva vasca circolare nella quale il battesimo veniva amministrato per immersione.

#### La nicchia
La nicchia occidentale è aperta per ospitare l'ingresso al battistero, costituito da un locale coperto a crociera, a cui segue un vano più piccolo, rettangolare, che mette in comunicazione con l'interno vero e proprio, e dal quale si dipartono le scale d'accesso ai matronei. Questa forma d'ingresso "ad anticamera" non si trova di frequente; un riscontro può essere dato dal vicino battistero di Mariano Comense, dove però il vano è molto più leggero e poggia su colonnine aeree, mentre quello di Galliano è un vero e proprio locale con pareti e finestre.

#### La pianta
Tornando all'interno del battistero, notiamo che, rispetto a San Satiro, la pianta risulta notevolmente semplificata, essendo assente il complesso gioco volumetrico presente nel sacello milanese. A Galliano compaiono però i matronei, che sono assenti invece in San Satiro.
Questi si affacciano sul vano centrale a mezzo di aperture scavate nel massiccio spessore del muro; le proporzioni dei vani dei matronei sono assai tozze ed irregolari. Il battistero è concluso internamente da una cupola ad otto spicchi, a cui corrisponde all'esterno un tiburio ottagono, nel quale si aprono quattro finestrelle di forme diverse, e che è coronato da una serie di archetti.

#### L'esterno
Se all'interno si può notare un'armonia di volumi, la sensazione che si offre all'osservatore dall'esterno è quella di un edificio privo di forma, come se fosse rivestito in modo da smussarne gli angoli, le rientranze e le sporgenze. Scompare il ritmo delle quattro nicchie circolari, e il perimetro segue una continua e sinuosa linea. Anche il tetto non pone in evidenza le quattro curve laterali, ma si stende in modo pressoché uniforme a coprire la galleria dei matronei. A tal proposito spicca ancor di più il tiburio con la sua forma ottagonale, che sembra sorgere come una torre sopra il battistero.

## Galleria d'immagini

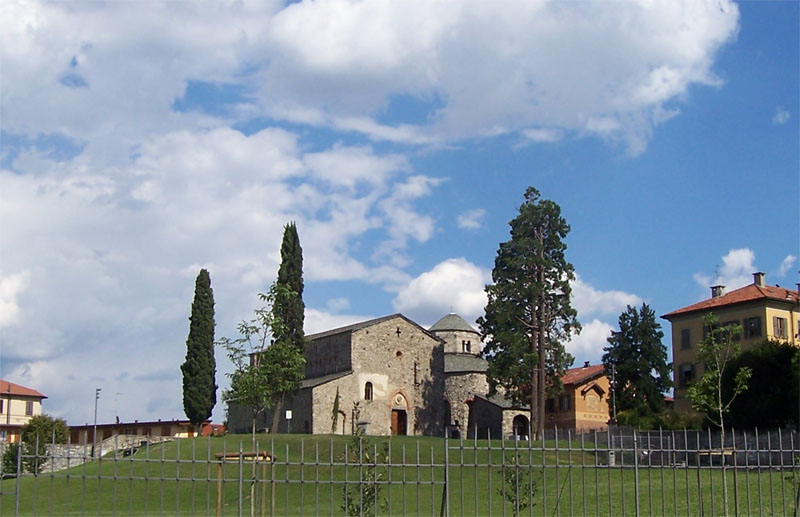
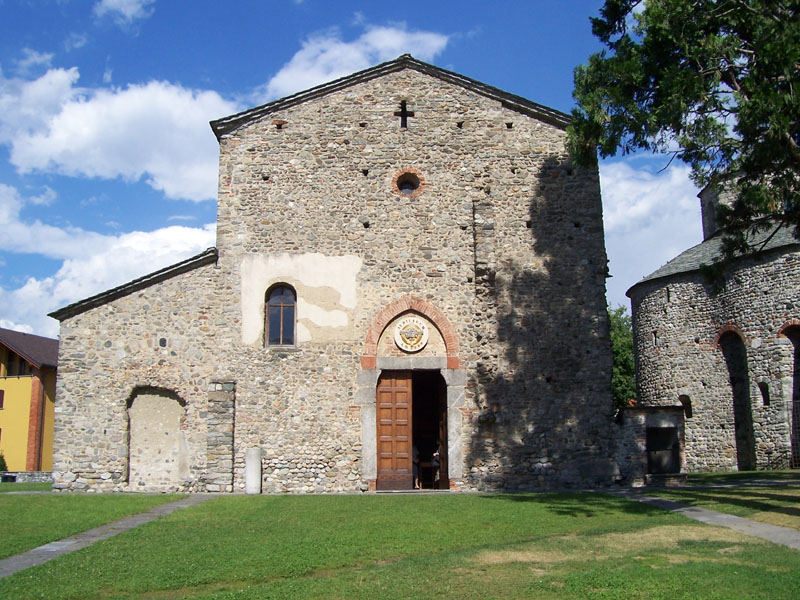
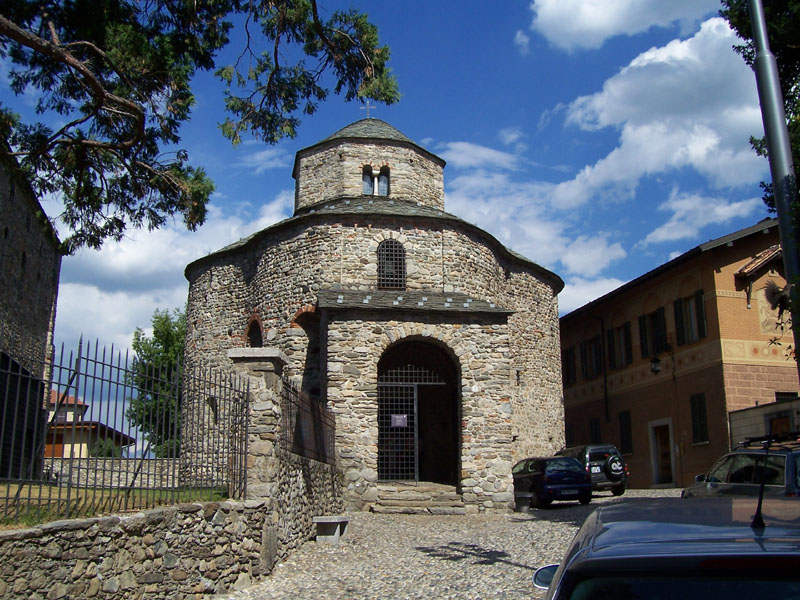
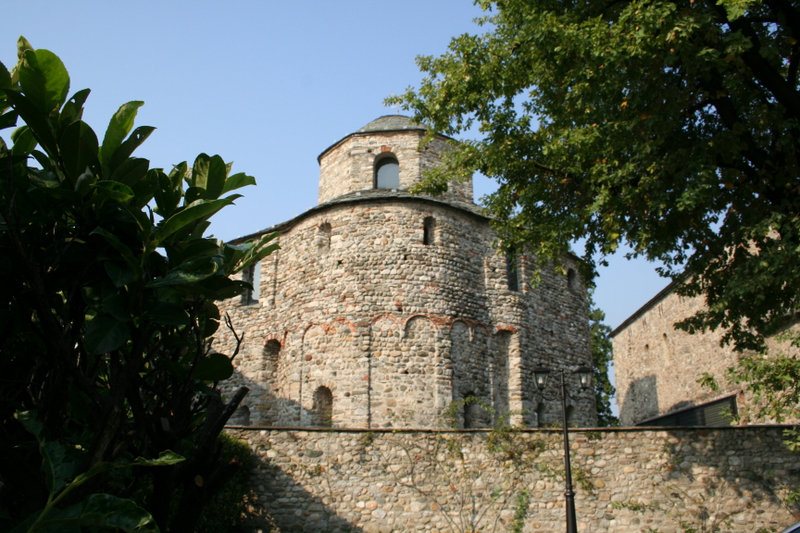
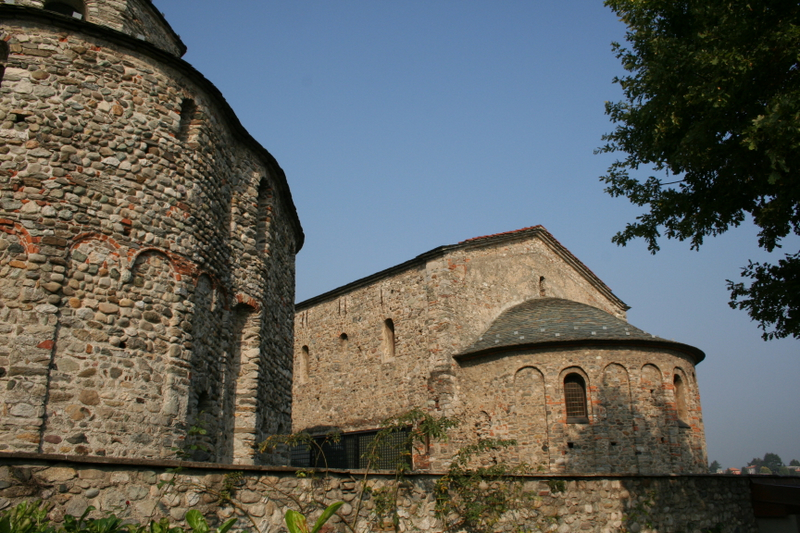
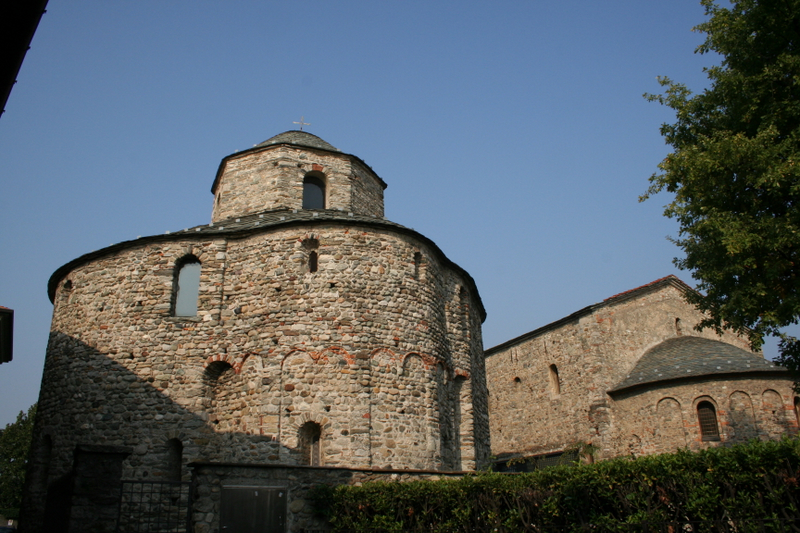
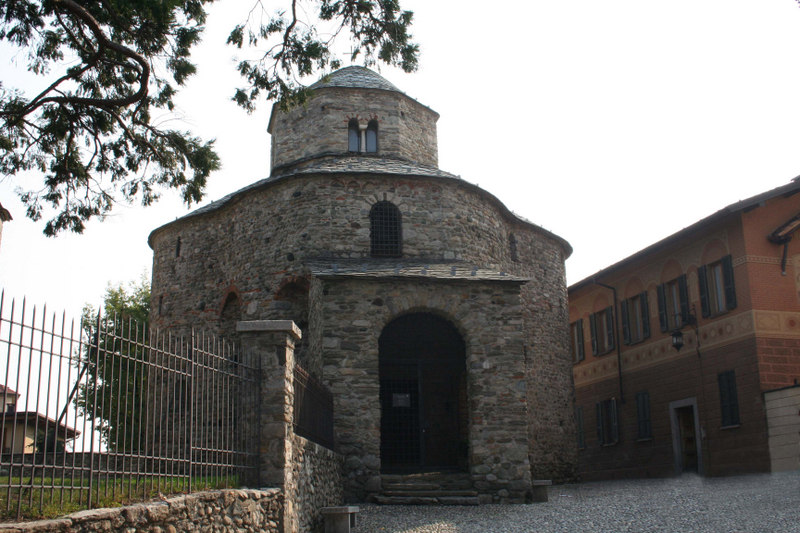
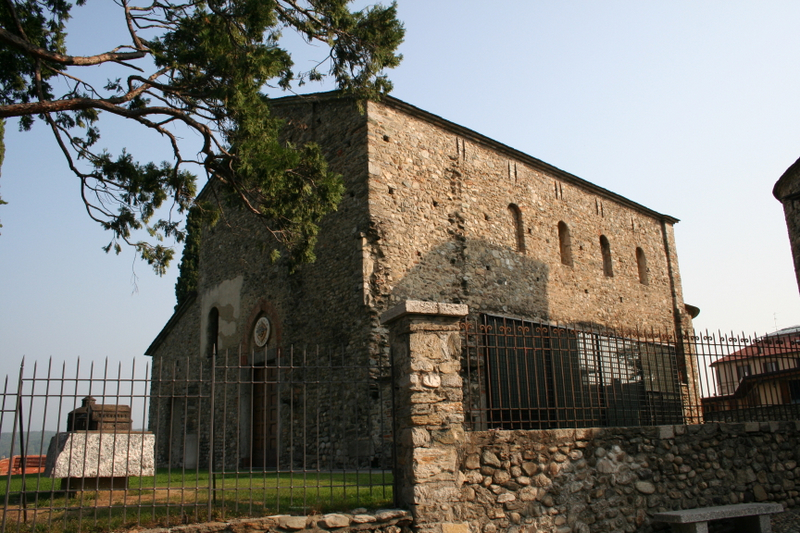
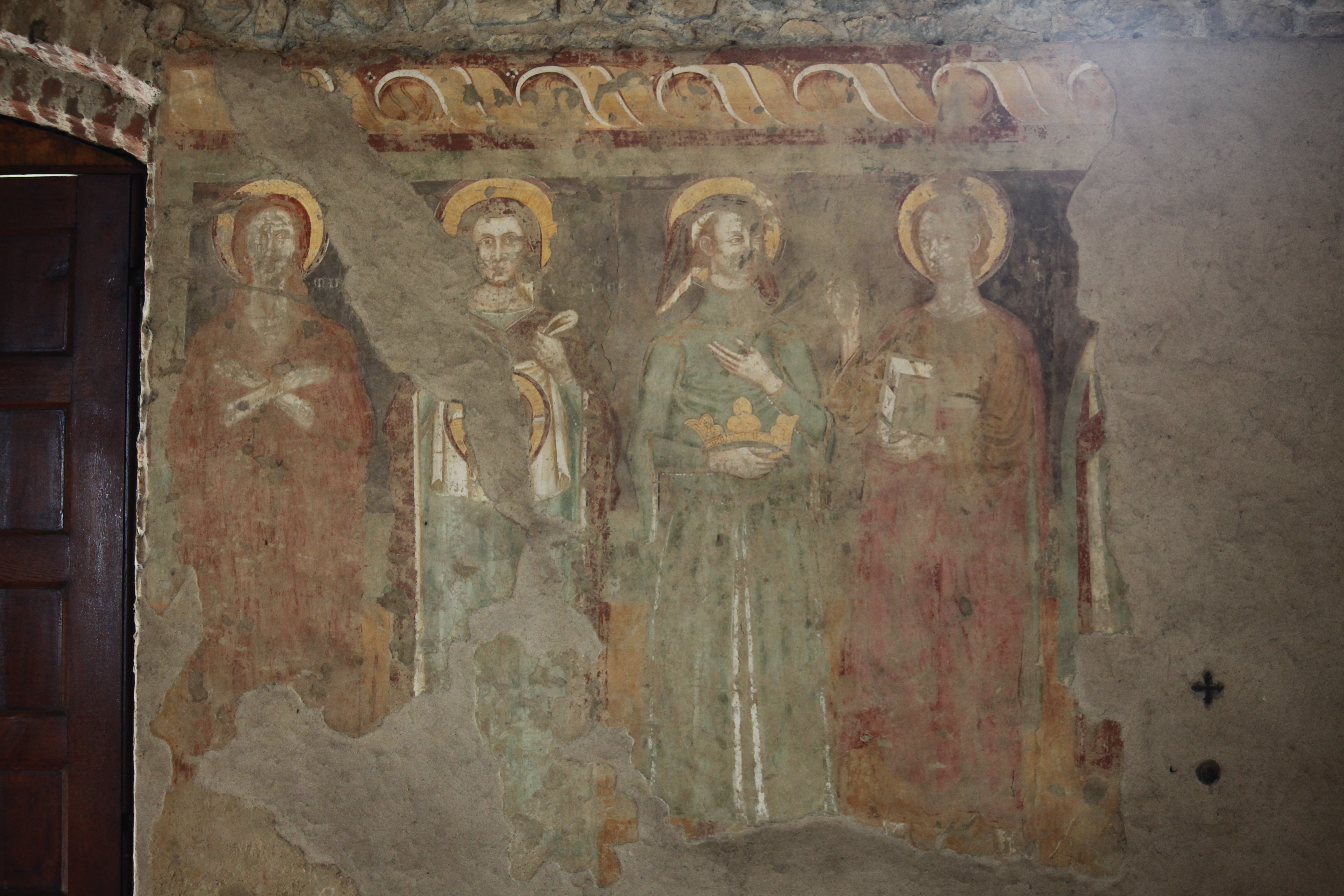
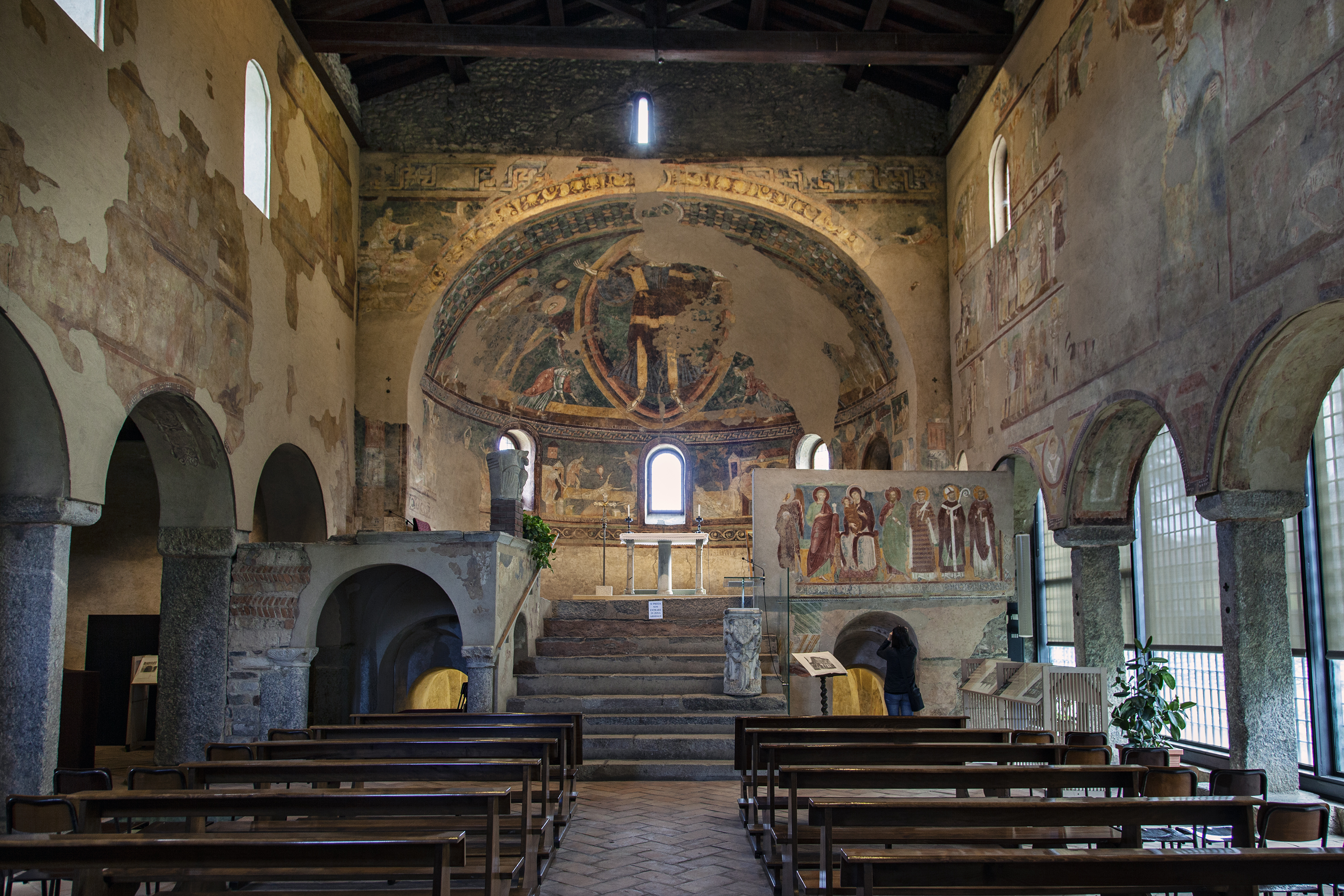
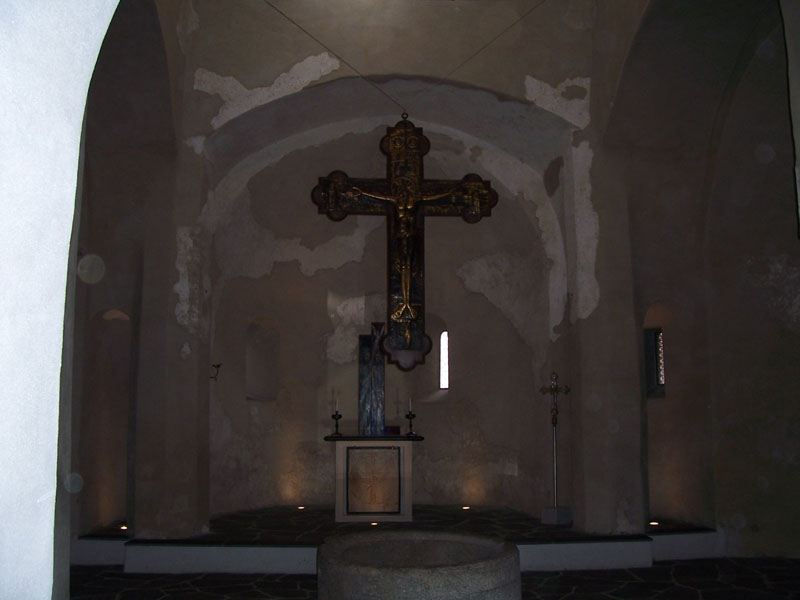
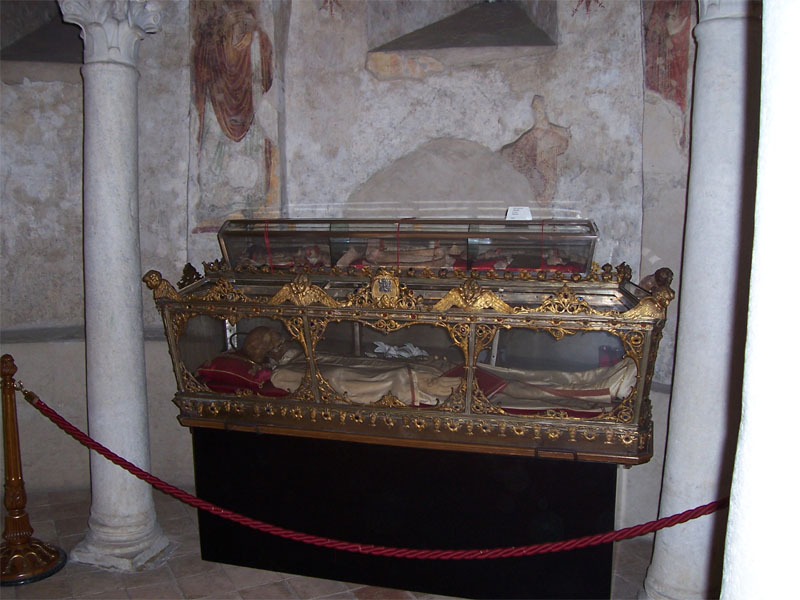
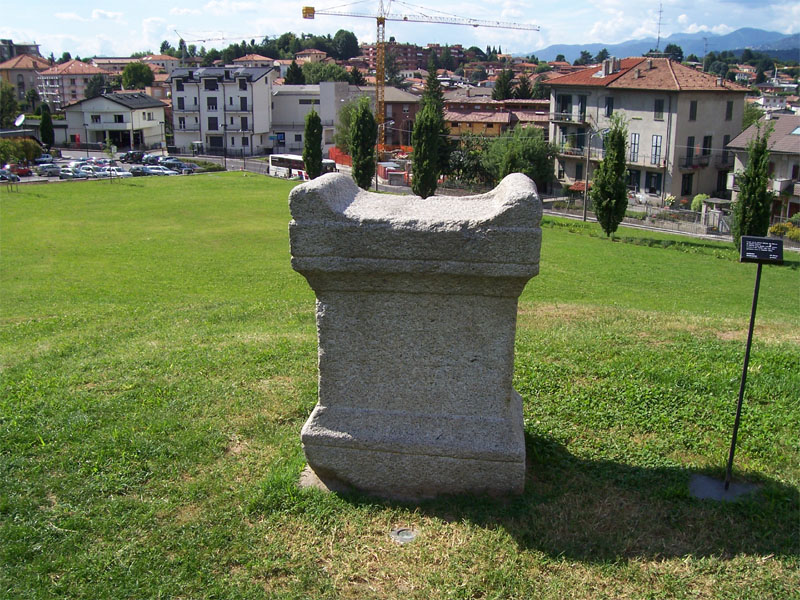
Cippo romano